# Huda El-Sarari
Huda El-Sarari ou Hoda El-Sarari, née le 16 juin 1974, est une journaliste, poète et directrice de télévision libyenne. Elle dirige la chaîne 218TV, la plus populaire de Libye. Elle est une des premières femmes libyennes à figurer dans les classements arabes et mondiaux des personnalités arabes influentes.

## Biographie
El-Sarari est née en 1974 à Tobrouk où elle grandit et étudie l'administration des affaires. Elle commence sa carrière dans les médias au début de 1999 en tant que reporter pour le quotidien londonien Al-Arab (créé par un Libyen bien des années auparavant, en 1977) , puis en tant que rédactrice pour le quotidien koweïtien Al-Qabas entre 2000 et 2002. En 2003, elle épouse l'écrivain et journaliste dissident libyen Mujahid al-Busaifi, qui a passé plus de dix ans comme réfugié politique aux Pays-Bas en raison de ses critiques à l'égard du régime de Kadhafi. Elle lui donne deux enfants et vit avec lui aux Pays-Bas où, entre janvier 2004 et janvier 2005, elle travaille bénévolement pour le Fonds Prince Claus pour la Culture et le Développement. Elle s'installe ensuite au Qatar, où son mari commence à travailler pour Al Jazeera News Network.
En 2007, elle travaille comme productrice de reportages culturels à la télévision qatarie, avant de revenir au journalisme au journal Al-Arab. Huda El-Sarari entre dans le monde de la radio par le biais de QF Radio au sein de la Fondation du Qatar, puis dirige pendant un an et demi le département des relations avec les médias au Centre de la liberté de la presse de Doha.
Après la révolution du 17 février 2011 en Libye, Huda El-Sarari fonde et dirige, avec plusieurs Libyens, la chaîne Libya al-Ahrar, basée dans la capitale qatarie. Puis, de retour en Libye, elle fonde et dirige en 2011 une chaîne de télévision libyenne, 218TV, financée par les Émirats arabes unis. Elle affirme que ces financiers n’ont pas mis en place un quelconque contrôle sur le contenu éditorial.
La chaîne devient en 2014 une station de télévision populaire en partie grâce à ses contributions comme  journaliste. Une guerre civile était en cours et la plupart des journalistes parlaient des morts et des destructions, mais El-Sarari adopte une approche différente. Elle s'attache à raconter comment la Libye et son peuple, riche en culture et en histoire, poursuivent leur vie pendant les hostilités. Elle produit un large éventail de reportages, d'informations, de divertissements, de documentaires, de sports et de programmes de la société civile axés sur la vie quotidienne des citoyens libyens. Le magazine Arabian Business, spécialisé dans les affaires aux Émirats arabes unis, la nomme parmi les personnalités féminines les plus influentes du monde arabe.
En 2017, elle est nommée à la tête de la nouvelle chaîne de la société, 218News, qui couvre les événements libyens.
En 2018, elle propose que les femmes soient autorisées à avoir quatre maris, maintenant que l'ADN peut identifier le père biologique des enfants, de la même façon que les lois autorisent les hommes à avoir quatre femmes. Ces propos suscitent des réactions négatives sur les réseaux sociaux, principalement parce que la loi islamique interdit aux femmes d'épouser un second mari tant que le premier est vivant et marié à elle.
Elle écrit également des poèmes qu'elle publie dans plusieurs magazines du Golfe, notamment Al-Mutakhif, Al-Fasal et Jawahi. Un recueil de poèmes est publié en arabe sous le titre Times of Sorrow.